# Robert Kennedy Remembered
Robert Kennedy Remembered é um filme em curta-metragem estadunidense de 1968 dirigido e escrito por Charles Guggenheim. Venceu o Oscar de melhor curta-metragem em live action na edição de 1969.

## Elenco
- Robert F. Kennedy